# Habronestes diocesegrafton
Habronestes diocesegrafton là một loài nhện trong họ Zodariidae.
Loài này thuộc chi Habronestes. Habronestes diocesegrafton được Barbara C. Baehr miêu tả năm 2008.